# Payena lucida
Payena lucida är en tvåhjärtbladig växtart som beskrevs av A.Dc. Payena lucida ingår i släktet Payena och familjen Sapotaceae. Inga underarter finns listade i Catalogue of Life.